# Ота (специальный район)
Ота (яп. 大田区 О:та-ку) — крупнейший из 23 специальных районов Токио. Площадь района составляет 60,42 км², население — 748 291 человек (1 октября 2020), плотность населения — 12 384,82 чел./км².

## Экономика

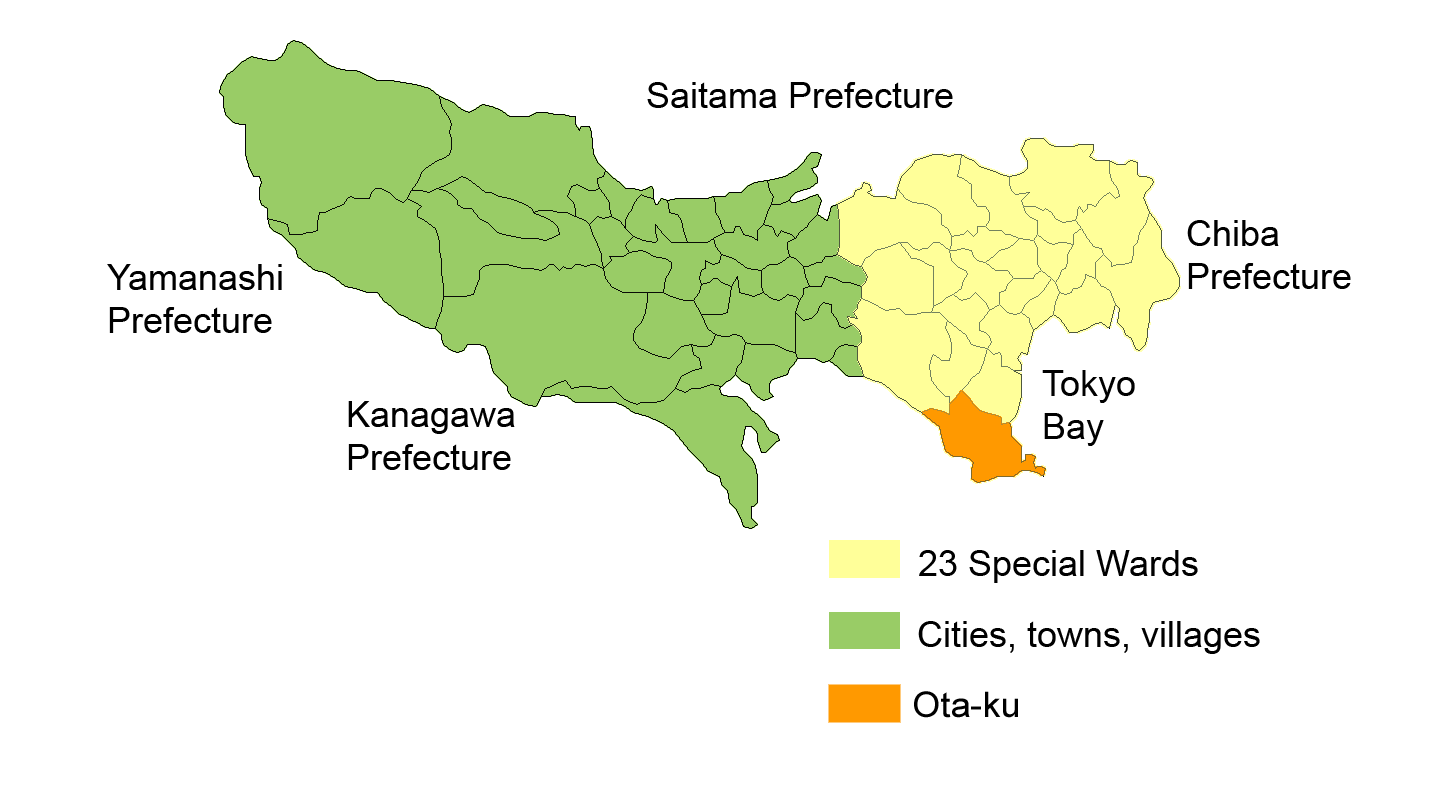
Район Ота на карте

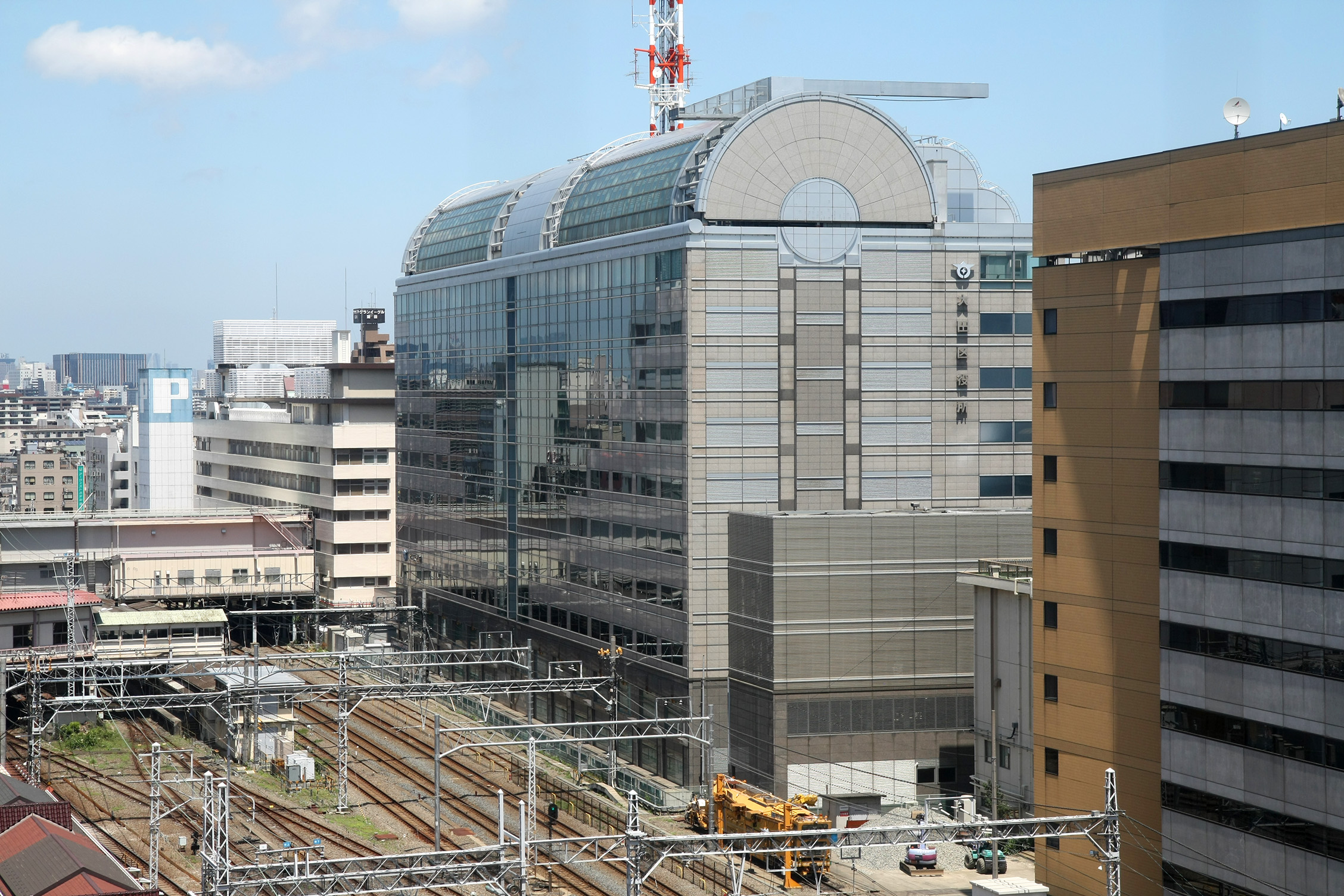
Мэрия района Ота

В Ота базируются корпорации «Канон», «Икэгами» и «Альпс Электрик» (электроника и оптика), «Эбара» (машиностроение), «Тоёко Инн» (сеть отелей), «Эйр Джапан», «Эйр Ниппон Нетворк», «Скаймарк Эйрлайнз», «Джапан Эйр Систем» и «Гэлакси Эйрлайнз» (авиаперевозки), «Гаккэн» (издательское дело и игрушки), «Намко» и «Сега» (видеоигры). В районе расположены торговые центры и универмаги «Нисигути», «Грандуо», «Токю», «Сэйю», «Атре» и «Ито-Ёкадо», а также рынок «Ота Маркет».

## Транспорт
- Международный аэропорт Токио или Аэропорт Ханэда расположен в Оте
- На территории района Ота расположены причалы Токийского порта

## Галерея

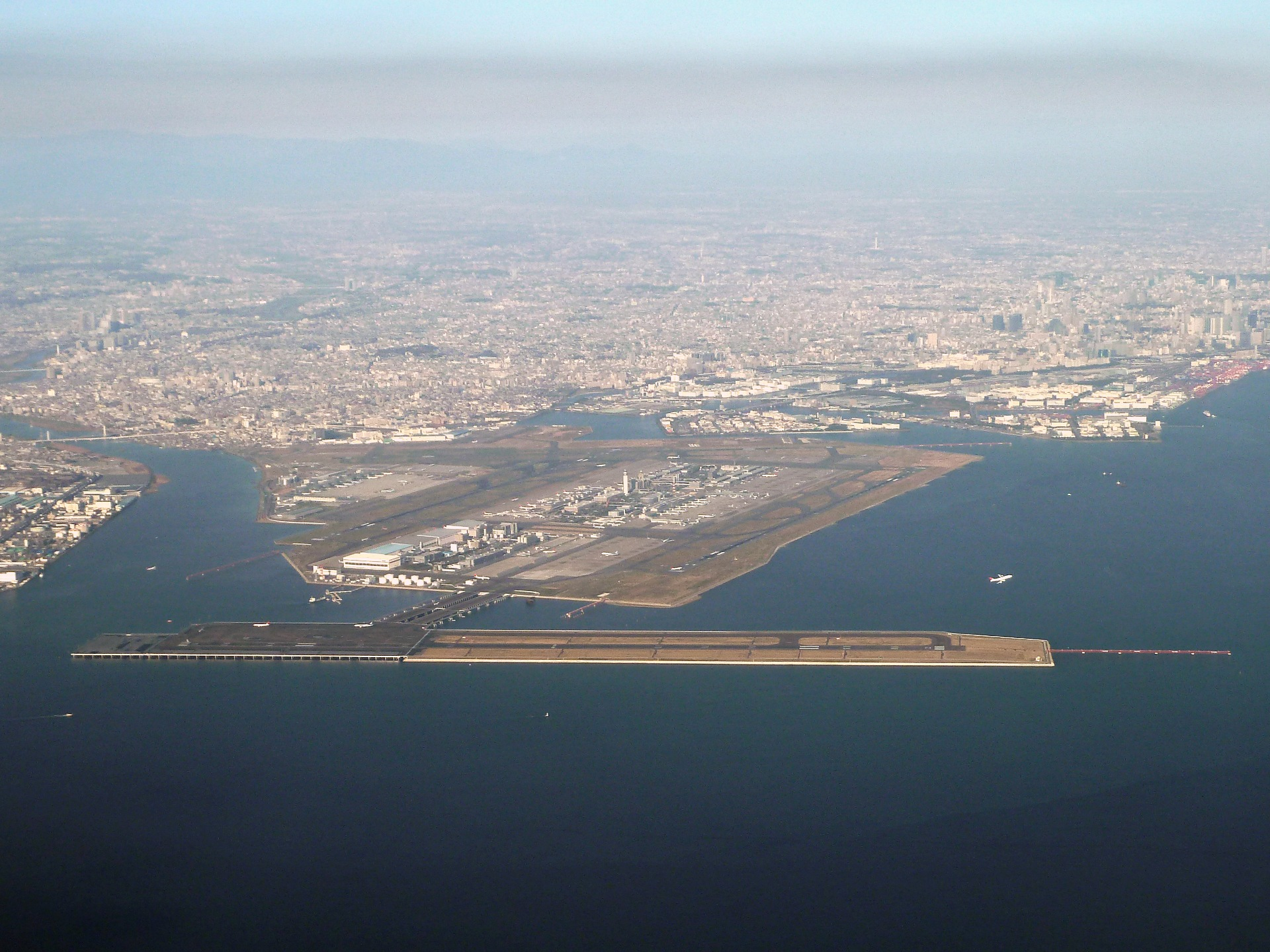
Аэропорт Ханэда
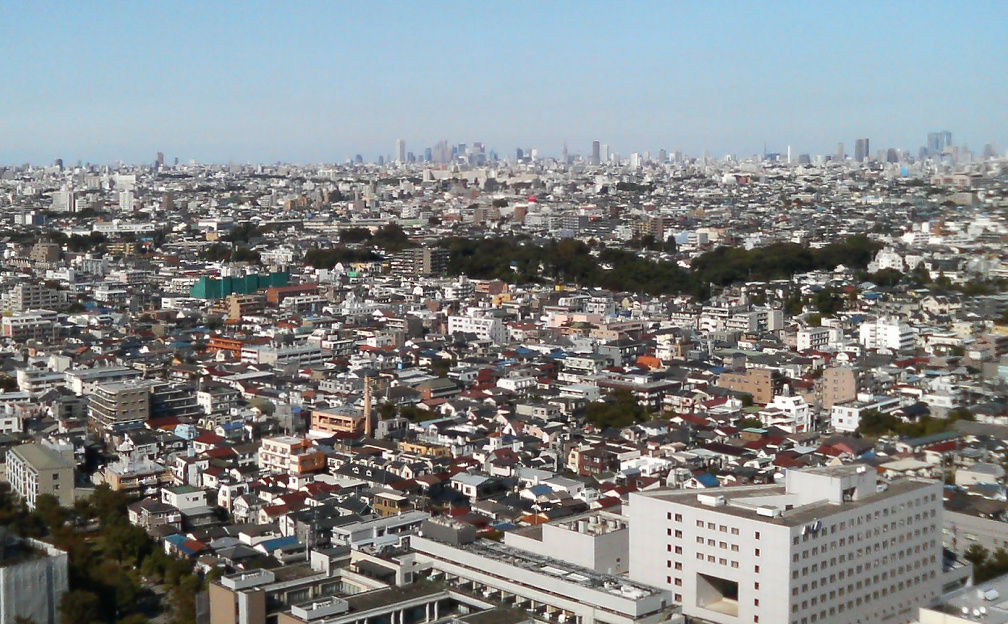
Квартал Уноки
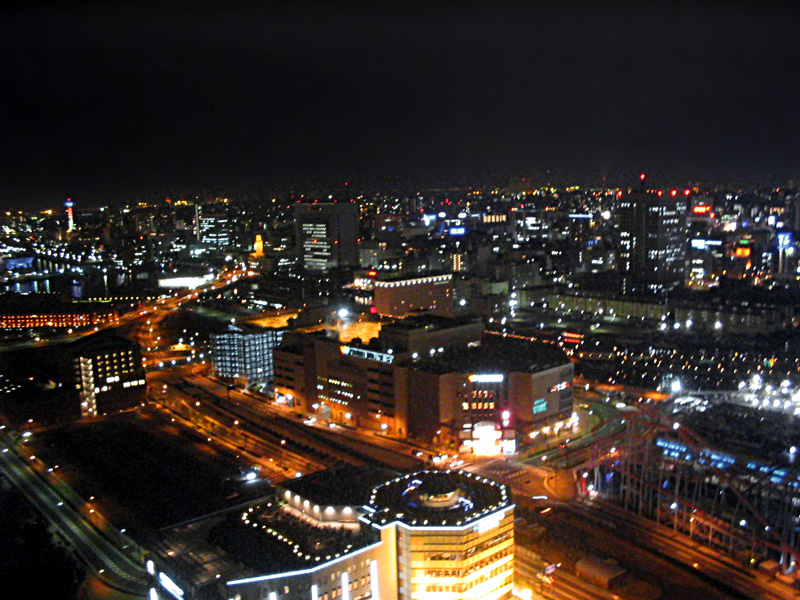
Квартал Камата
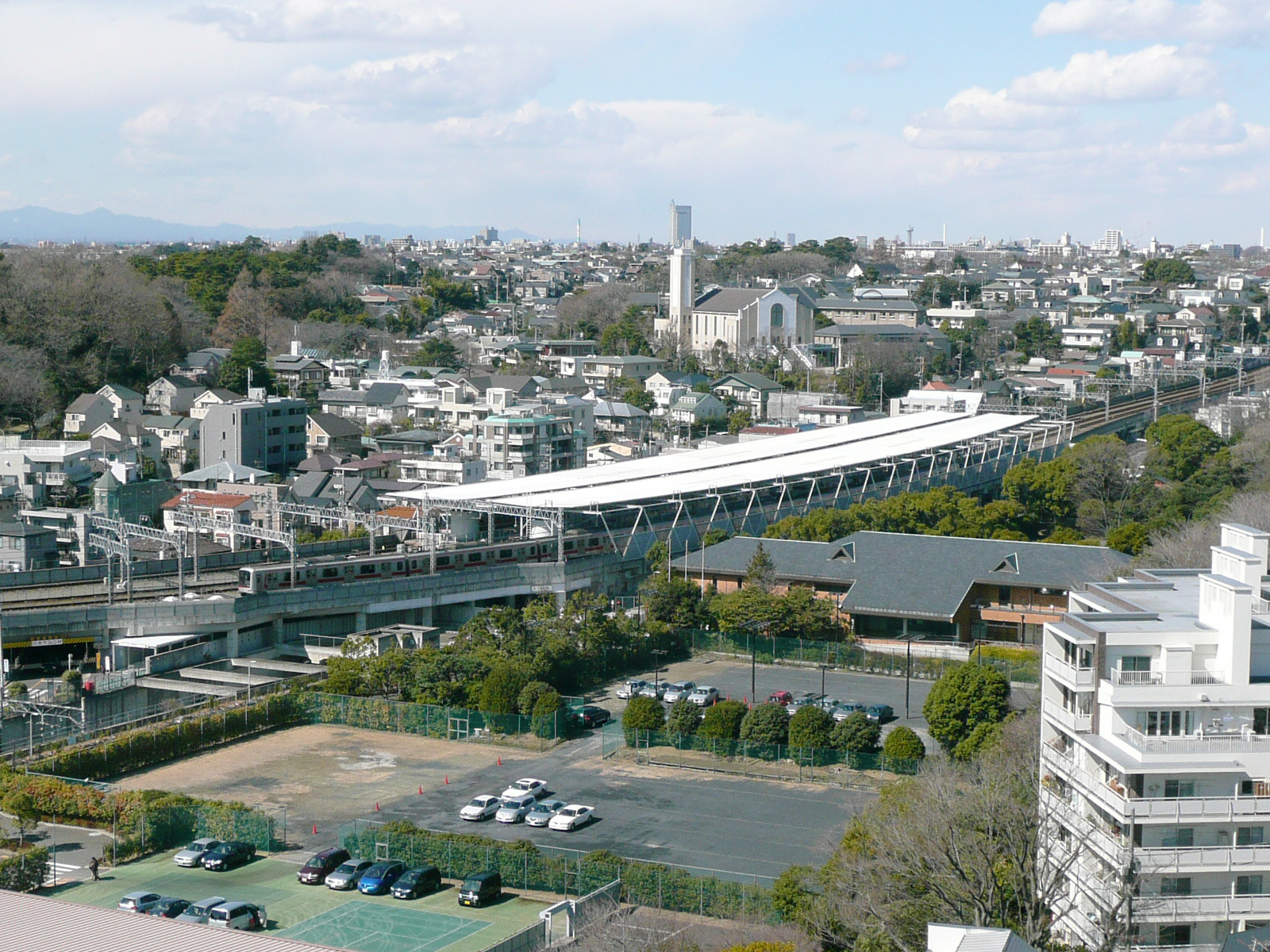
Станция Тамагава
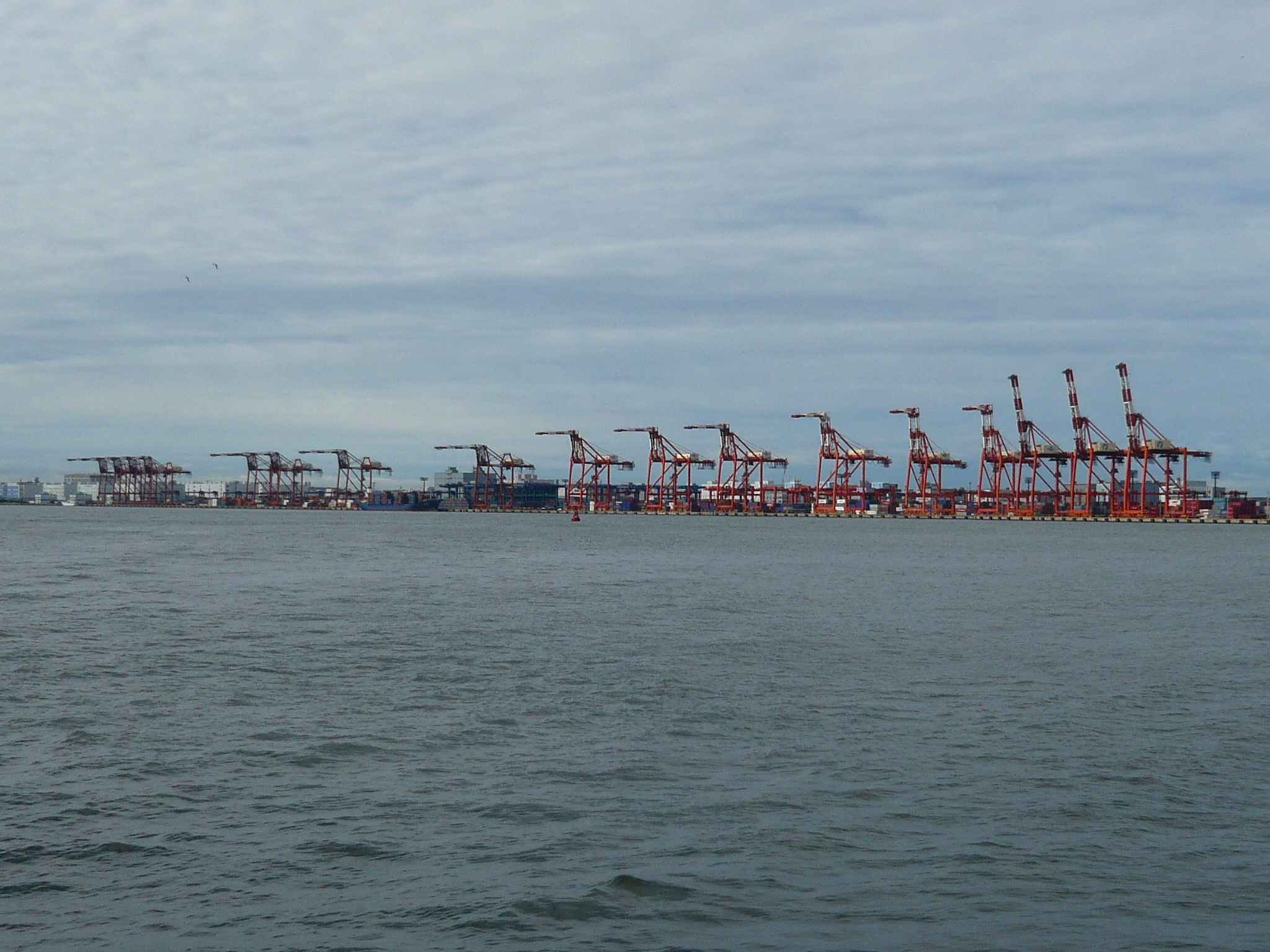
Порт Токио
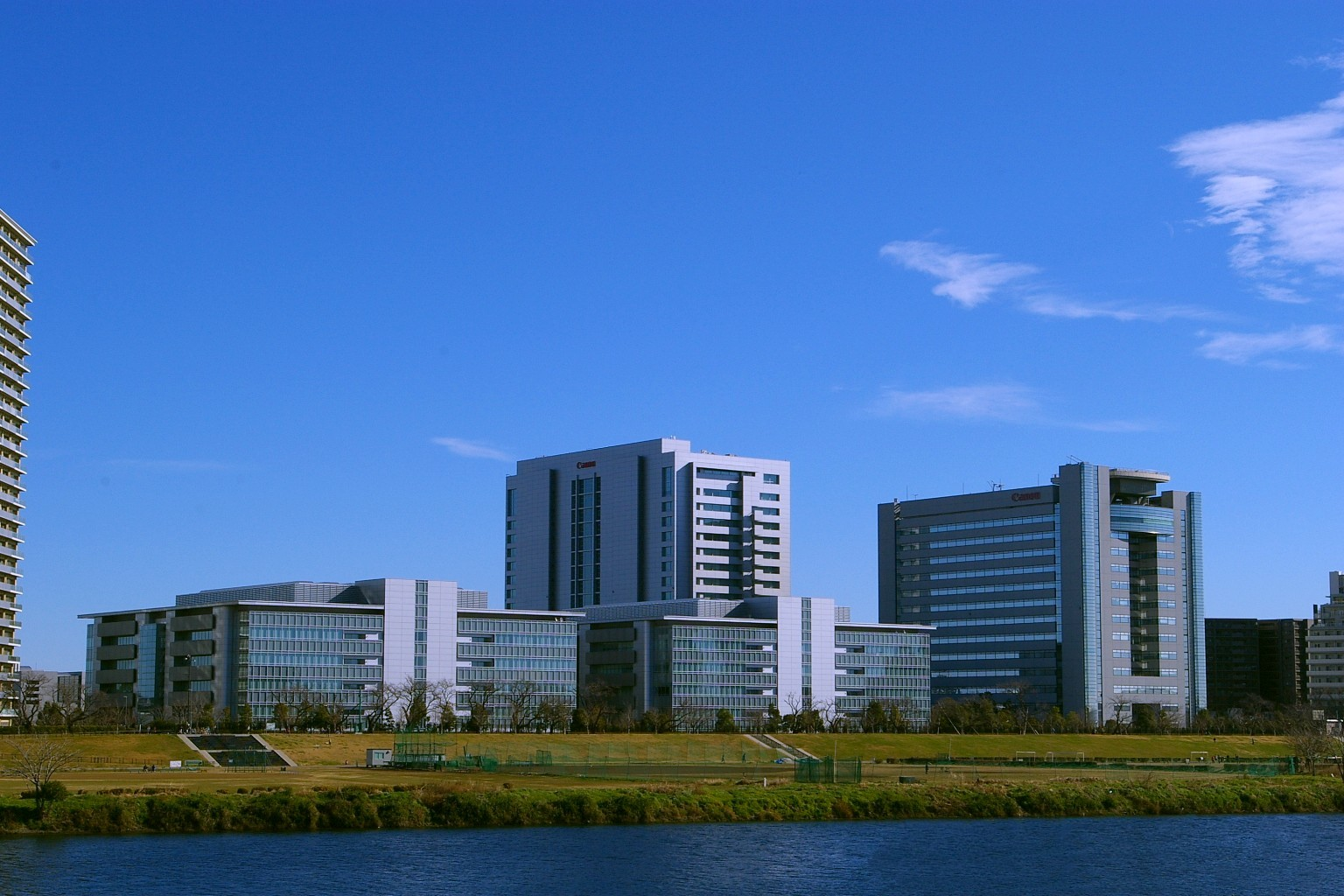
Штаб-квартира Кэнон
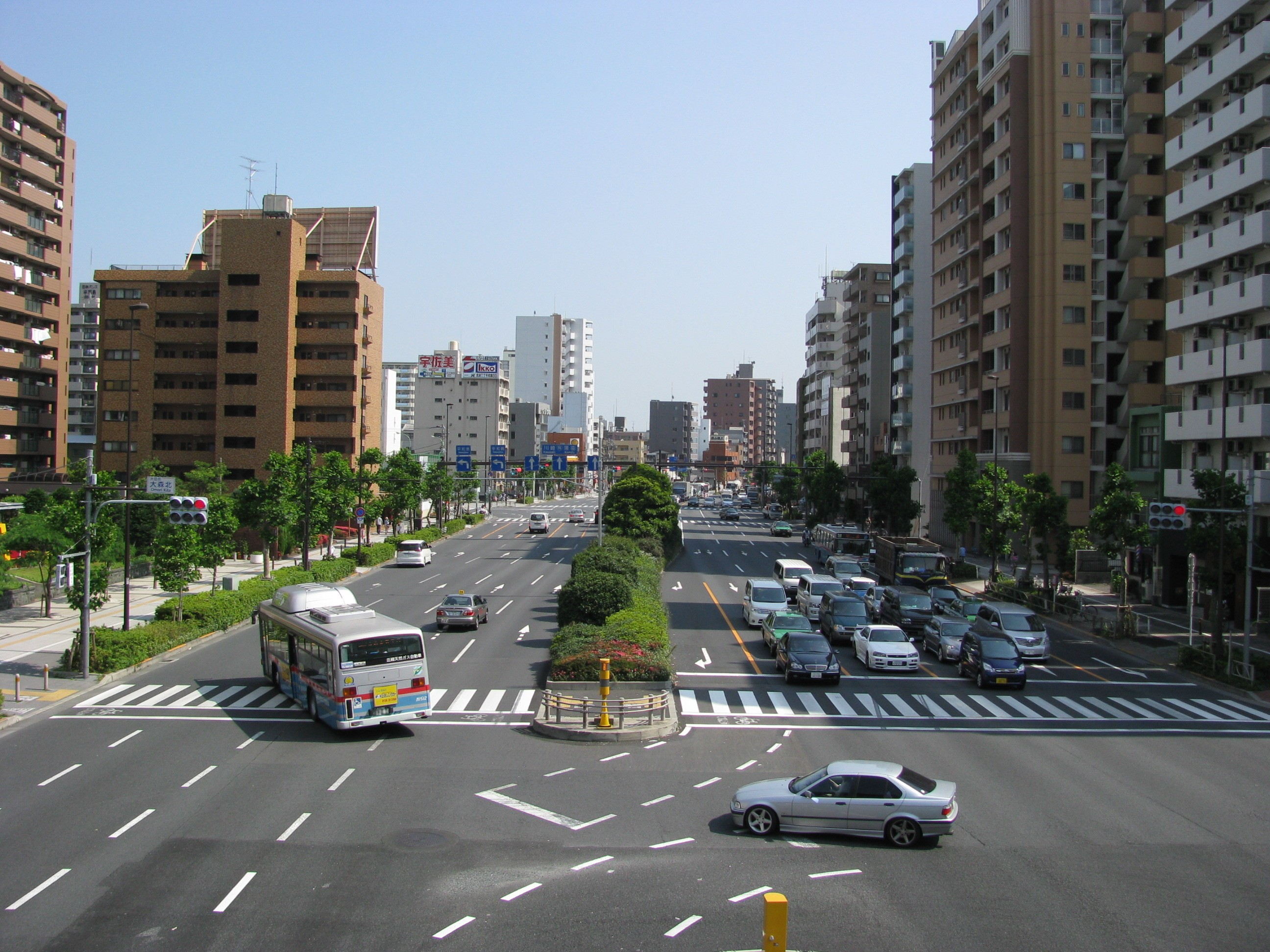
Квартал Оморикита
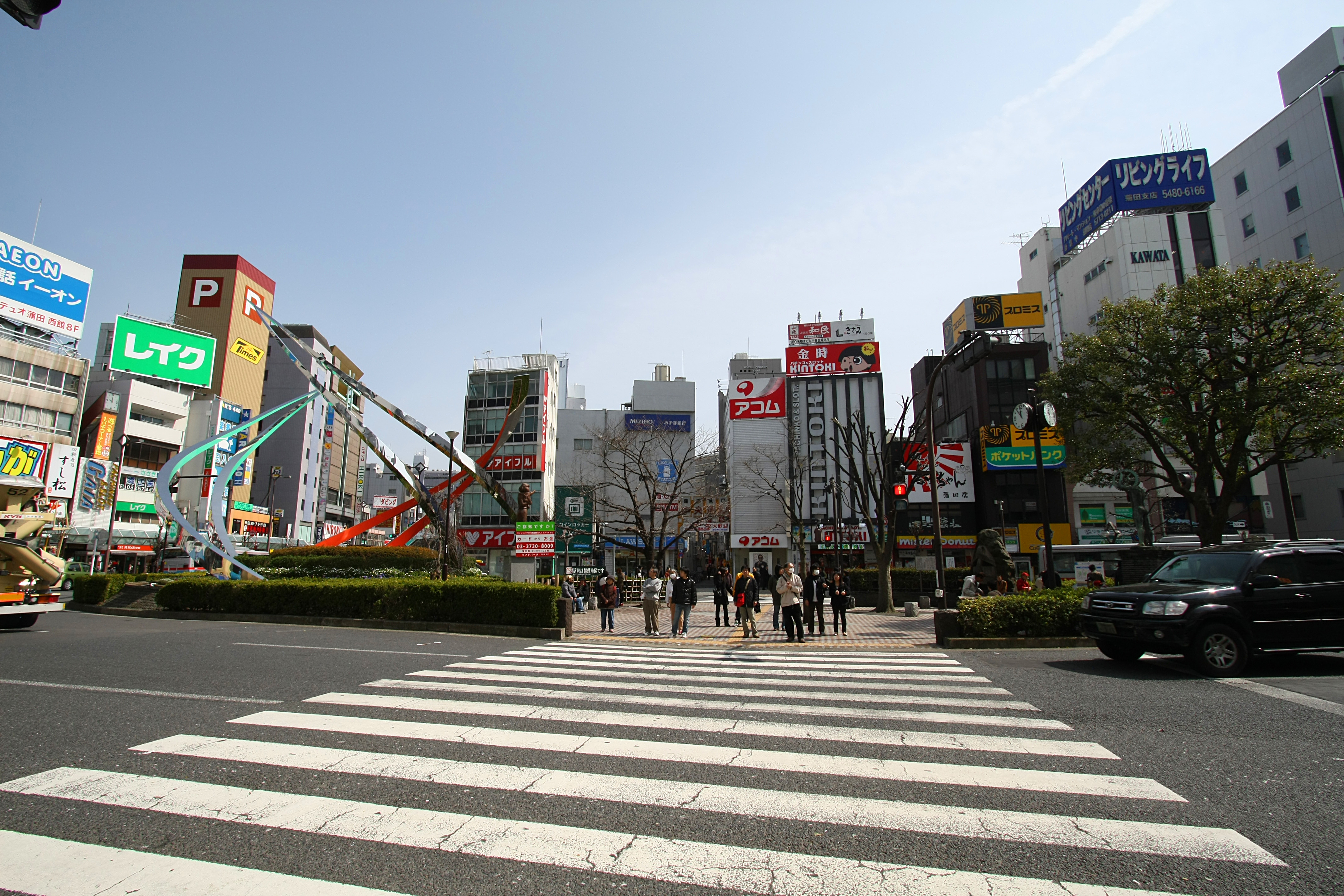
Станция Камата
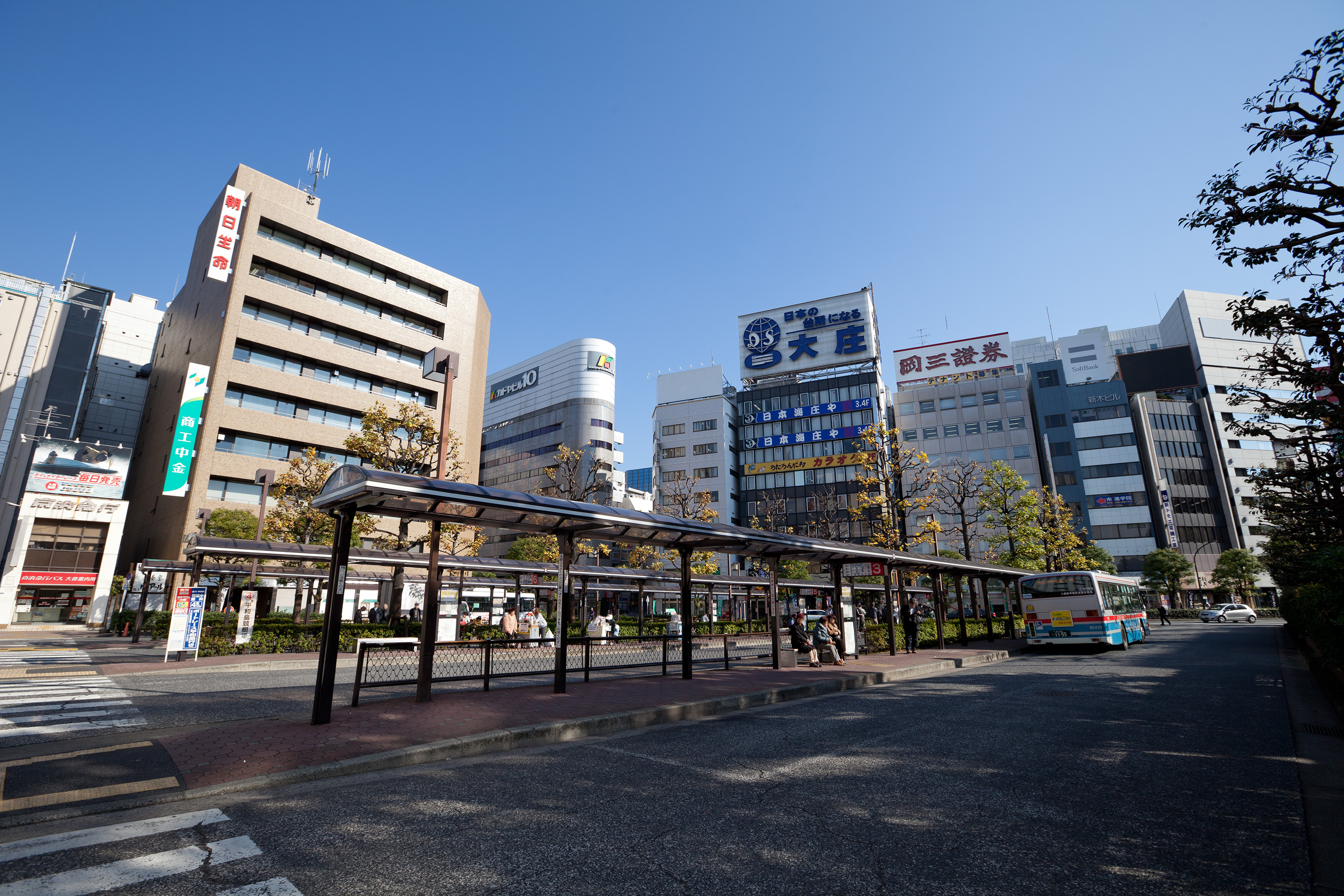
Станция Омори
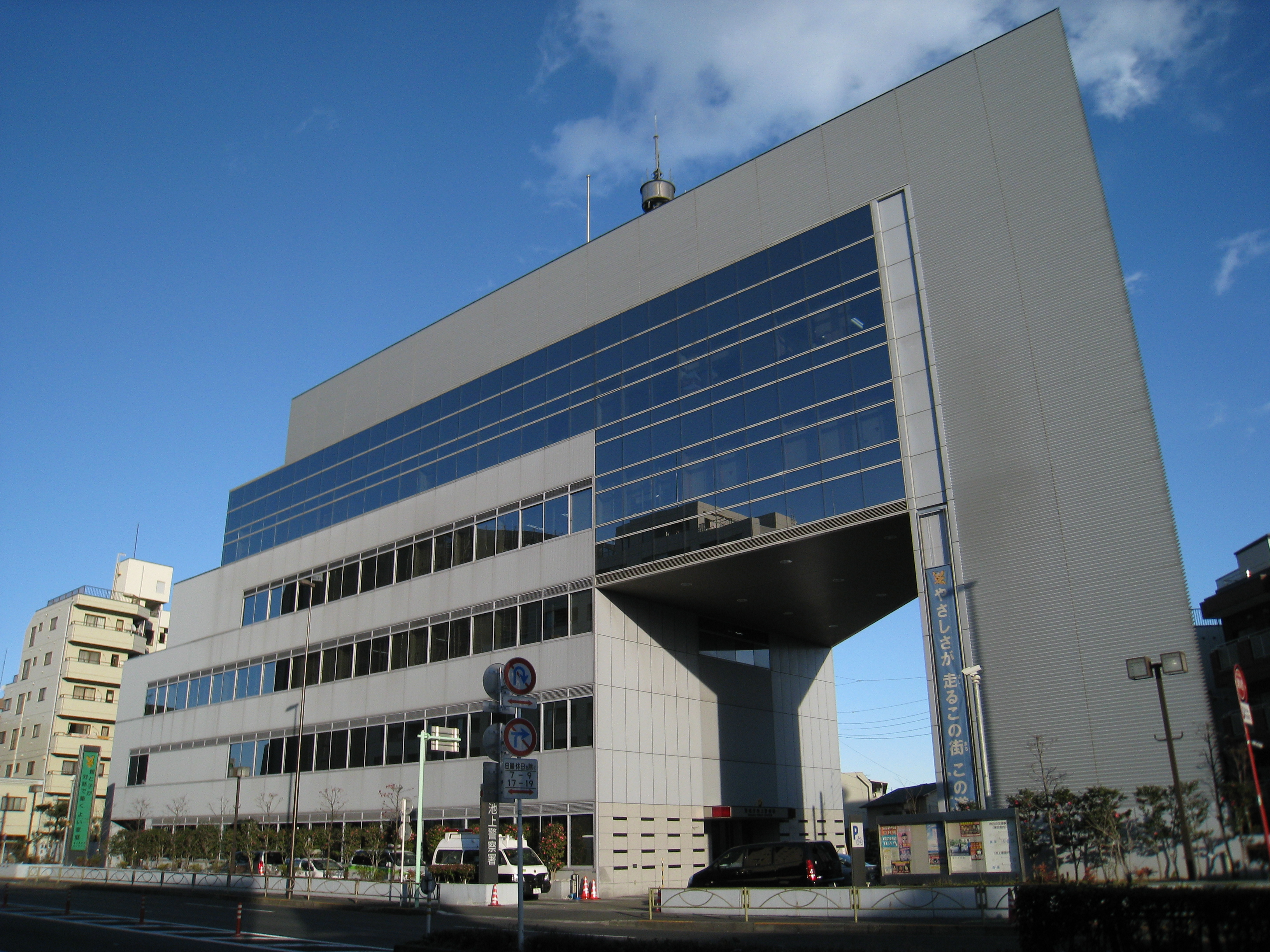
Полицейское управление Икэгами
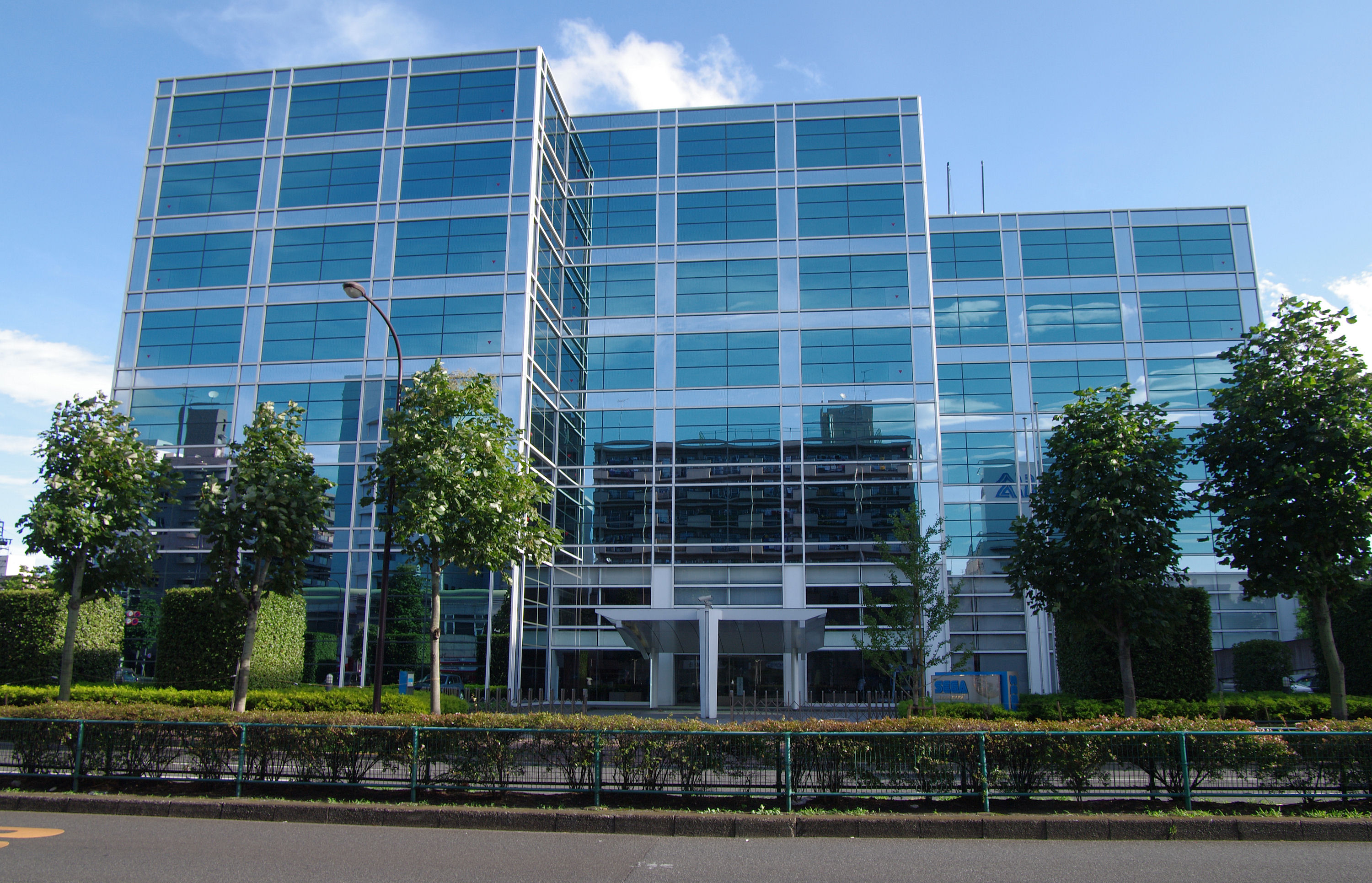
Штаб-квартира Сега в квартале Ханэда. После переезда основных административных помещений в район Синагава в январе 2018 года, первоначальное офисное здание в районе Ота, было реализовано в феврале 2019 года и планируется к демонтажу.
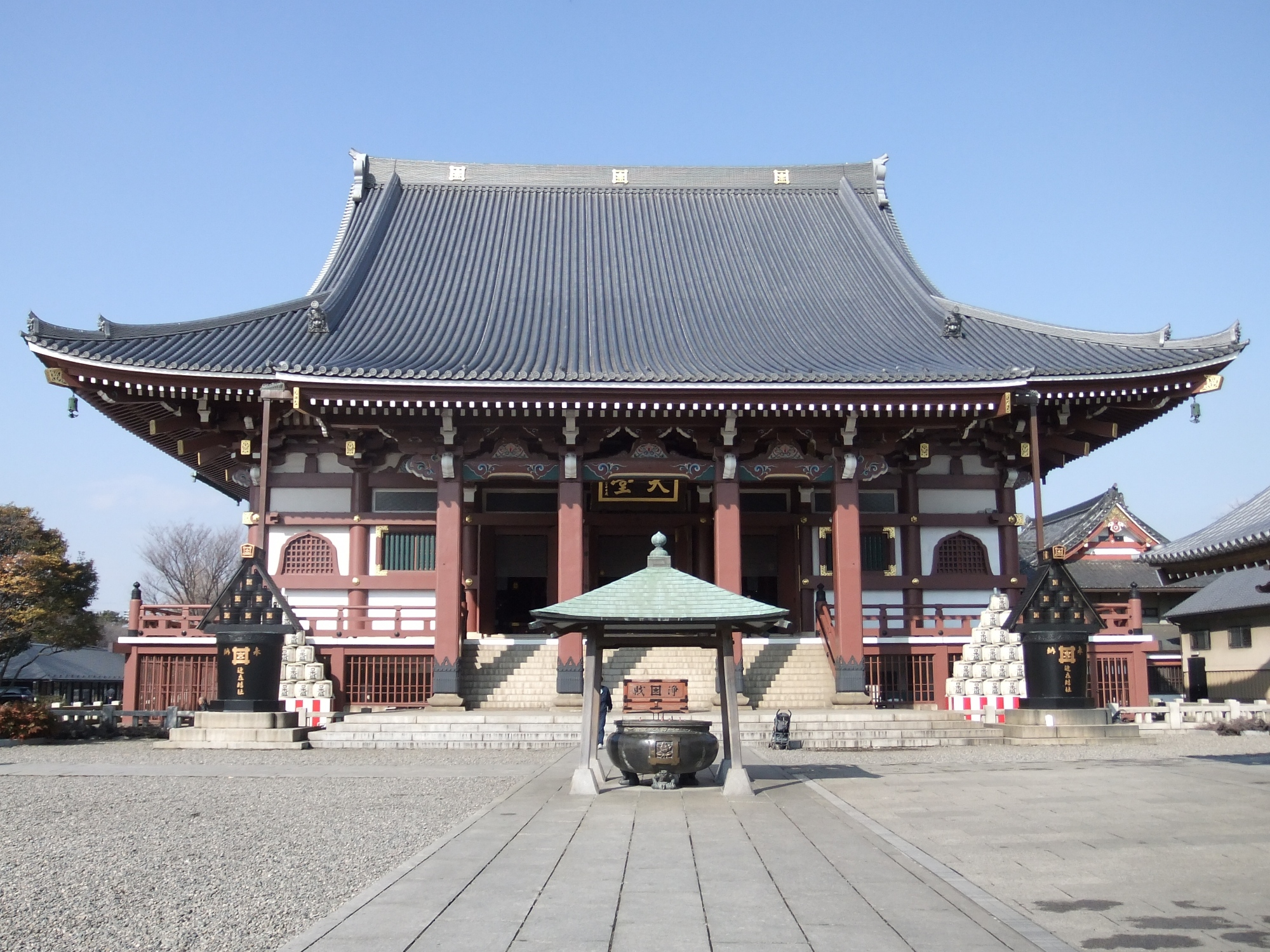
Храм Икэгами